# Моя дівчина Сел
«Моя дівчина Сел» (англ. My Gal Sal) — американський комедійний мюзикл режисера Ірвінга Каммінгса 1942 року.

## Сюжет
Пол Дрессер, талановитий автор пісень, переїздить в Нью-Йорк, де кожна друга його праця стає хітом. Але з часом у нього з'являються й інші, куди більш вагомі причини залишитися в місті великих можливостей — в першу чергу, прекрасна Селлі Елліотт, одна з найвідоміших у той час співачок в місті.

## У ролях
- Ріта Гейворт — Селлі Елліотт
- Віктор Метьюр — Пол Дрессер
- Джон Саттон — Фред Гевіленд
- Керол Лендіс — Мей Коллінз
- Джеймс Глісон — Пет Гоулі
- Філ Сілверс — Вілі
- Волтер Кетлетт — полковник Траки
- Мона Маріс — графиня Россіні
- Френк Орт — Мак-Гінесс
- Стенлі Ендрюс — містер Дрессер
- Маргарет Моффатт — місіс Дрессер